# Pantianija
Pantianija är en ort i Mexiko.   Den ligger i kommunen Tila och delstaten Chiapas, i den sydöstra delen av landet, 700 km öster om huvudstaden Mexico City. Pantianija ligger 42 meter över havet och antalet invånare är 183.
Terrängen runt Pantianija är huvudsakligen kuperad, men åt sydost är den platt. Pantianija ligger nere i en dal. Runt Pantianija är det ganska glesbefolkat, med 38 invånare per kvadratkilometer. Närmaste större samhälle är Tila, 18,3 km söder om Pantianija. Trakten runt Pantianija består till största delen av jordbruksmark.